# Augustin Pánek
Augustin Pánek (3. prosince 1843 Praha-Malá Strana – 10. prosince 1908 Praha-Staré Město) byl český matematik.

## Život
Augustin Pánek nejprve absolvoval nižší reálku v Písku, poté pokračoval na reálce vyšší, kterou ukončil v roce 1863. Téhož roku byl přijat do akademické obce pražské polytechniky ke studiu strojnického odboru. Po úspěšném ukončení studia na technice v roce 1867 působil krátce v praxi, jako dozorce při stavbě parního mlýna na Moravě. Ještě ten rok však vyměnil pracovní oděv za křídu a dal přednost učitelskému povolání. Stal se učitelem na reálném gymnáziu Františka Čupra.
Správný směr vědeckému životu Augustina Pánka dal rok 1868, kdy se stává asistentem matematiky u profesora Františka Josefa Studničky na technice v Praze. Aby splnil všechny náležitosti nutné pro učitelskou práci, pro kterou se definitivně rozhodl, skládá v roce 1870 zkoušku učitelské způsobilosti z matematiky a fyziky pro reálky. Dva roky nato je jmenován profesorem na vyšší střední škole na Malé Straně a v roce 1873 je již ustanoven skutečným učitelem. V té době se zároveň připravoval na svou habilitaci pro obor určitých integrálů na pražské technice, k níž došlo v roce 1872. Ve zmíněném oboru pak vyučoval jako soukromý docent a příležitostně suploval přednášky svých kolegů profesora Emila Weyra a profesora Gabriela Blažka. Vedle toho vedl přednášky z teorie pravděpodobnosti a od roku 1897 byl pověřen konáním přednášek pro posluchače odboru technické chemie. Titul mimořádného profesora získal v roce 1896, profesorem řádným byl jmenován v roce 1904.
Členství v Jednotě českých matematiků sahá do doby vzniku spolku. Uznáním jeho práce bylo jeho zvolení čestným členem roku 1901. Po 21 let byl redaktorem Časopisu pro pěstování mathematiky a fysiky.
Vědecké práce Augustina Pánka se týkají zejména určitých integrálů. Především se zabýval integrály pseudoeliptickými a integrály z iracionálních výrazů, které se dají vhodnou substitucí vypočítat pomocí elementárních funkcí.